# Megachile subremotula
Megachile subremotula är en biart som beskrevs av Rayment 1934. Megachile subremotula ingår i släktet tapetserarbin, och familjen buksamlarbin. Inga underarter finns listade i Catalogue of Life.